# Björn von der Esch
Carl Gösta Björn Joachim von der Esch, född 11 januari 1930 i Tyskland, död 6 mars 2010  i Västerljungs församling, Trosa, Söderanlands län, var en svensk ekonom och politiker. Under en tid var han styrelseordförande för närradiostationen Radio Nova i Vagnhärad. 

## Biografi
Björn von der Esch härstammade från en urgammal tysk officersfamilj, i släkten finns generaler och likställda. Den traditionen bröts av Björn von der Eschs far, som blev ingenjör och ledde arkeologiska utgrävningar i Egypten. Björn von der Esch och hans mor kom till Sverige 1935 när han var fem år gammal. Brodern Hans Ulrik, sedermera advokat, och han själv växte upp hos mormodern i Helsingborg. Under slutskedet av andra världskriget var hans far (som egentligen hörde till kavalleriets reservtrupper) flygare i Luftwaffe. 
Björn von der Esch gifte sig i Härslövs kyrka januari 1956 med porträttmålaren och arvtagaren till godset Erikslund Signe Lundström (1934-2022). Tillsammans fick paret barnen Louise, Susanne, Joachim och Carl.
von der Esch disputerade 1972 i företagsekonomi vid Uppsala universitet. Han var förste hovmarskalk 1975–1980.

## Politisk verksamhet
von der Esch var riksdagsledamot för Moderaterna (1991–1994, som tjänstgörande ersättare för Per Westerberg) och för Kristdemokraterna (1998–2006) samt ersättare i Europarådet (1998–2002). Inför folkomröstningen om EU-medlemskap 1994 var von der Esch aktiv på nej-sidan eftersom han ansåg att medlemskap i Europeiska ekonomiska samarbetsområdet var fullt tillräckligt för Sverige.
I mitten av 1990-talet bildade von der Esch de tvärpolitiska listorna EU-motståndarna, tvärpolitisk rikslista (riksdagsvalet 1994) och Fria EU-kritiker (EU-parlamentsvalet 1995). Till följd av dessa engagemang uteslöts von der Esch (1995) ur Moderaterna.
von der Esch var inför folkomröstningen om EMU styrelseledamot i Medborgare mot EMU.
von der Esch var från och med våren 2008 vice ordförande i tvärpolitiska Junilistan. Inför valet till Europaparlamentet 2009 var han placerad som nummer två på Junilistans kandidatlista.

## Utmärkelser
- Storkors av Isländska falkorden, 10 juni 1975.[9]
- Storkors av Norska Sankt Olavs orden, 1 juli 1975.[10]